# Sempre Noi in concerto
Sempre Noi in concerto è il sesto album pubblicato dal gruppo musicale dei Sempre Noi.
Come dice il titolo, è un album live, in cui sono contenuti tredici brani, due provenienti dal repertorio personale del gruppo mentre gli altri sono cover dei Nomadi; i brani dei Nomadi erano già stati tutti incisi dal gruppo nei propri precedenti lavori discografici.

## Tracce
1. Canzone per un'amica
2. Per fare un uomo
3. Vieni via con me
4. Senza discutere
5. Tutto a posto
6. Ala bianca
7. Il vecchio e il bambino
8. Mamma giustizia
9. Blow you wind of chage
10. Il paese
11. Un giorno insieme
12. Dio è morto
13. Io vagabondo

## Formazione
- Paolo Lancellotti - batteria, percussioni
- Chris Dennis - violino, flauto, tastiere, voce
- Joe Della Giustina - basso
- Dade Bazzoni - voce
- Napo Preti - chitarre